# 張存意
張存意（？—1612年），號覺自，湖廣岳州府華容縣人，明朝政治人物。

## 生平
萬曆十六年（1588年）戊子科湖廣鄉試舉人。萬曆二十年（1592年），登壬辰科第二甲第三十一名進士。通政司觀政，二十一年授户部主事，二十二年管象房草场，二十三年差山東监兑，二十五年管御馬倉，本年官户部郎中，二十六年五月升迁山西右參議。播州土司杨应龙發動叛亂，朝廷派兵鎮壓，总兵李应祥由乌江方向入播，並派张存意與按察司杨寅秋擔任监军。此役张存意左臂负伤。征播事平，二十九年正月調任河南右参议，三十年丁憂歸。三十三年起升山西口北道右參政，三十五年养病。四十年起升陕西西宁道按察使，本年患病卒。

## 家族
曾祖張廷經，貢生；祖父張應學，生员；父張海。